# Allium telaponense
Allium telaponense — вид трав'янистих рослин родини амарилісові (Amaryllidaceae), ендемік штату Мехіко, Мексика.

## Поширення
Ендемік штату Мехіко, Мексика.